# Aderus crassioricornis
Aderus crassioricornis é uma espécie de inseto besouro da família Aderidae. Foi descrita cientificamente por Maurice Pic em 1948 (nomen novum).